# Arabtec Tower
L'Arabtec Tower est un gratte-ciel de 369 mètres en construction dans la ville de Dubaï. Les travaux sont actuellement suspendus.